# فهرست مردم ایرانی باستان
این فهرست مردمان ایرانی‌تبار شامل نام‌های مردمان مردم نیاهندواروپایی است که به زبان‌های ایرانی صحبت می‌کنند یا در منابع از اواخر هزاره اول قبل از میلاد تا اوایل هزاره دوم پس از میلاد از نظر قومی یا زبانی ایرانی به حساب می‌آیند.
ایرانی‌تباران اولین بار در منابع آشوریان در ۹۰۰ سال پیش از میلاد دیده شدند و در طی دوران کلاسیک در سکاها و پارسیان (در اروپای شرقی، مرکز و غرب آسیا) باقی می‌مانند. تقریباً میان سرزمین‌های پارسی و سکایی آنها به ایرانی تباران شرقی و غربی تقسیم شدند.
در اواخر دوران باستان با مهاجرت سکاها و ماساژتهای ایرانی‌تبار به حاشیه رانده شدند و زبانشان تقریباً در قرن ده میلادی تا حدی منقرض شد. البته آسیها (اوستیایی‌ها) در شمال قفقاز و پامیریها در آسیای میانه و باختر چین هنوز باقی‌مانده‌اند. شاهنشاهی پارسیان نیز در اواخر دوران باستان توسط شاهنشاهی ساسانیان اداره می‌شد تا اینکه توسط اعراب مسلمان سرنگون گردید.
این فهرست اقوام باستانی ایرانی شامل نام‌های اقوام هندواروپایی است که به زبان‌های ایرانی سخن می‌گفته‌اند یا از نظر قومی یا زبانی در منابع از اواخر هزارهٔ اول پیش از میلاد تا اوایل هزارهٔ دوم پس از میلاد ایرانی محسوب می‌شوند.

## پیشینه
اغلب اقوام ایرانی باستان و امروزی را از نیاهندوایرانی‌ها، نیاکان مشترک نیاایرانی‌ها و نیاهندوآریایی‌ها، منشأ می‌گیرند؛ این قوم احتمالاً همان قوم فرهنگ سینتاشتا-پتروکا بوده است. نیاایرانی‌ها در اوایل هزارهٔ دوم پیش از میلاد از هندوآریایی‌ها جدا شدند. این اقوام احتمالاً خود را با نام «آریایی» می‌نامیدند، که مبنای چندین نام قومی ایرانی و مردمان هندوآریایی یا کل گروه اقوامی بود که خویشاوندی و فرهنگ‌های مشابهی دارند.
اقوام ایرانی برای نخستین بار در سوابق آشور در قرن نهم پیش از میلاد ظاهر می‌شوند. در دوران باستان کلاسیک، آن‌ها عمدتاً در سکاستان (در آسیای مرکزی، اروپای شرقی، بالکان و قفقاز شمالی) و ایران (در آسیای غربی) یافت می‌شدند. آن‌ها از دورهٔ زودهنگام، تقریباً مطابق با سرزمین‌های ایران و سکاستان، به شاخه‌های «غربی» و «شرقی» تقسیم شدند. در هزارهٔ اول پیش از میلاد، مادها، پارسیان، باختری‌ها و پارت در فلات ایران ساکن بودند، در حالی که دیگران مانند سکاها (اسکیث‌ها)، سرمتی‌ها، کیمری‌ها و آلان‌ها در استپ‌های شمال دریای سیاه و دریای خزر، تا دشت بزرگ مجارستان در غرب، سکونت داشتند. قبایل سَکا عمدتاً در خاور دور باقی ماندند و در نهایت تا خاور دور، یعنی بیابان اردوس، گسترش یافتند.
اقوام ایرانی باستان به زبان‌هایی سخن می‌گفتند که نیاکان زبان‌های ایرانی امروزی بودند؛ این زبان‌ها شاخه‌ای فرعی از خانوادهٔ زبان‌های هندوایرانی را تشکیل می‌دهند، که خود شاخه‌ای از خانوادهٔ بزرگ‌تر زبان‌های هندواروپایی است.
اقوام ایرانی باستان در مناطق بسیاری زندگی می‌کردند و در حدود ۲۰۰ پیش از میلاد، دورترین نقاط جغرافیایی سکونت آن‌ها از غرب دشت بزرگ مجارستان (آلفولد)، شرق رود دانوب (جایی که آن‌ها یک محصورگاه از اقوام ایرانی را تشکیل دادند)، سبزدشت پونتی‌خزری در اوکراین جنوبی امروزی، روسیه و دورترین مناطق غربی قزاقستان، و از شرق دامنه‌ها و دامنه‌های غربی و شمال غربی کوه‌های آلتای و همچنین غرب گانسو، بیابان اردوس و غرب مغولستان داخلی، در شمال غربی چین (سین‌کیانگ)، از شمال جنوب سیبری غربی و جنوب کوه‌های اورال (کوه‌های ریفین؟) و از جنوب سواحل شمالی خلیج فارس و دریای عرب بوده است.: 348  بنابراین، منطقهٔ جغرافیایی سکونت اقوام ایرانی باستان بسیار وسیع بود (در پایان هزارهٔ اول پیش از میلاد، آن‌ها در منطقه‌ای به وسعت چندین میلیون کیلومتر مربع یا مایل مربع سکونت داشتند که تقریباً معادل نیمی یا کمی کمتر از نیمی از مساحت جغرافیایی بود که تمام هندواروپایی‌ها در اوراسیا در آن سکونت داشتند).
در دوران متأخر باستان، در فرایندی که تا قرون وسطی به طول انجامید، جمعیت‌های ایرانی سکاستان و سرمتیا، در مناطق غربی (استپ پونتیک-کاسپین) و مرکزی (استپ قزاق) استپ اوراسیا و بیشتر آسیای مرکزی (که زمانی منطقهٔ جغرافیایی وسیعی بود که اقوام ایرانی در آن سکونت داشتند)، شروع به تسخیر شدن توسط اقوام غیرایرانی کردند و عمدتاً در نتیجهٔ فتوحات و مهاجرت‌های اقوام ترک که منجر به ترک‌سازی گروه‌های قومی ایرانی باقی‌مانده در آسیای مرکزی و استپ غربی اوراسیا شد، به حاشیه رانده، جذب یا اخراج شدند. فتوحات و مهاجرت‌های اقوام ژرمن، اقوام اسلاو و بعدها مغول‌ها نیز به انحطاط اقوام ایرانی در این مناطق کمک کرد. تا قرن دهم، زبان‌های ایرانی شرقی در بسیاری از مناطقی که زمانی در آن‌ها صحبت می‌شد، دیگر تکلم نمی‌شد، به استثنای زبان پشتو در آسیای مرکزی، زبان آسی در قفقاز شمالی و زبان‌های پامیری در بدخشان. بیشتر آسیای مرکزی و استپ غربی اوراسیا تقریباً به‌طور کامل ترک‌سازی شده بود. با این حال، در بیشتر مناطق جنوبی، مطابق با فلات ایران و کوه‌ها، که پرجمعیت‌تر بودند، اقوام ایرانی همچنان بیشتر جمعیت را تشکیل می‌دادند و تا دوران مدرن نیز چنین باقی ماندند.
امپراتوری‌های مختلف ایران در سراسر تاریخ باستان شکوفا شدند، با این حال، آن‌ها در قرن هفتم میلادی در پی فتح اسلامی سقوط کردند، اگرچه امپراتوری‌های ایرانی دیگر بعداً دوباره شکل گرفتند.

## نیاکان

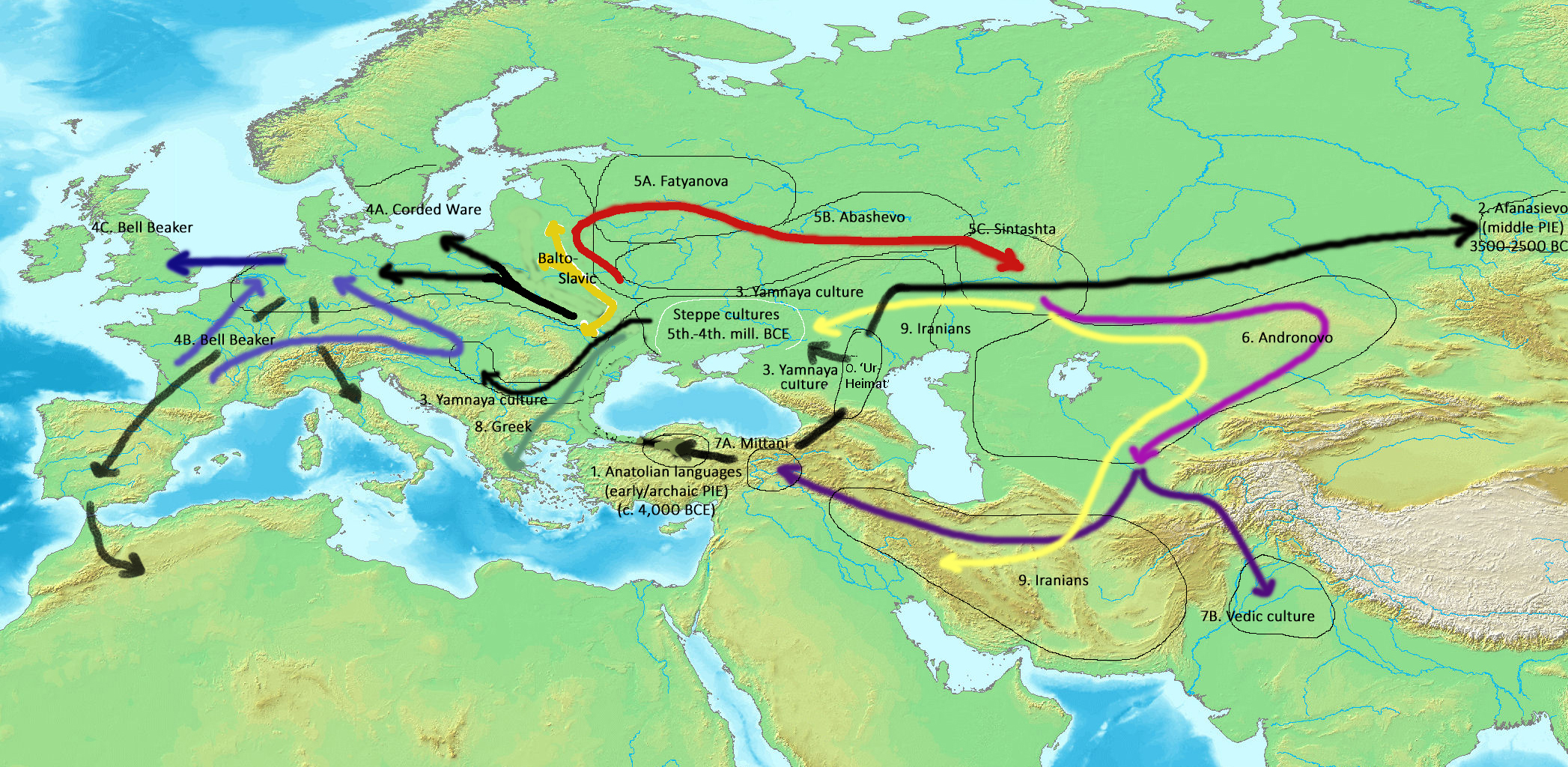
نقشه ۱: مهاجرت‌های هندواروپاییان آن‌طور که در کتاب اسب، چرخ و زبان اثر دیوید دبلیو. آنتونی توصیف شده است.

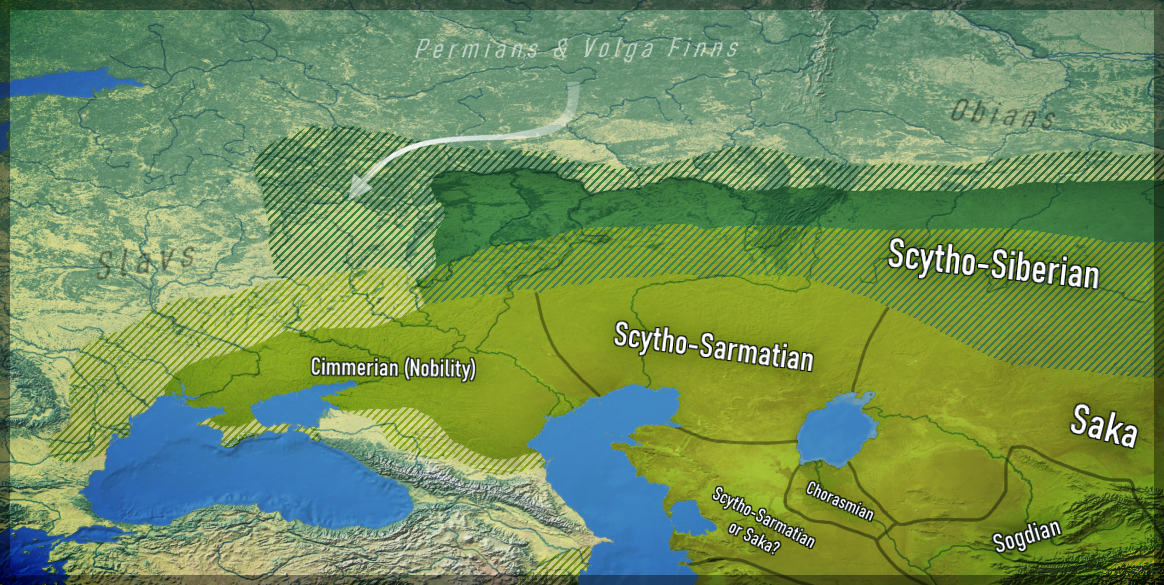
توزیع اقوام ایرانی آسیای میانه در عصر آهن.

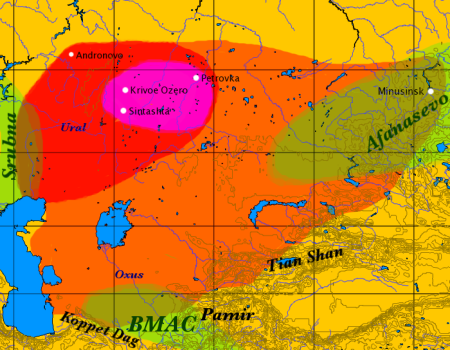
نقشه ۳: نقشهٔ فرهنگ سینتاشتا-پتروکا (قرمز)، گسترش آن به فرهنگ آندرونوو (نارنجی) در هزارهٔ دوم پیش از میلاد، نشان دادن همپوشانی با مجموعهٔ باستان‌شناسی باختر-مرو (سبز لیمویی) در جنوب و همچنین با فرهنگ آفاناسیو در شرق. محل اولین ارابه‌ها با رنگ سرخابی نشان داده شده است. چندین پژوهشگر هندوایرانی را با فرهنگ سینتاشتا-پتروکا مرتبط می‌دانند. این پژوهشگران همچنین ممکن است برخی از اشارات در اوستا (نوشته‌های مقدس زرتشتی‌گری)، مانند ایران‌ویج - «سرزمین آریایی‌ها»، را به عنوان خاطرات دوری که توسط سنت شفاهی از این سرزمین باستانی منشأ حفظ شده است، مرتبط بدانند. همچنین اشاراتی به آریاورته - «سرزمین آریایی‌ها» (در نوشته‌های مقدس هندو مانند دارما شاسترا و سوترا)، همتای هندوی ایران‌ویج وجود دارد، اگرچه به شمال هند اشاره دارد و آن‌ها متاخرتر هستند.

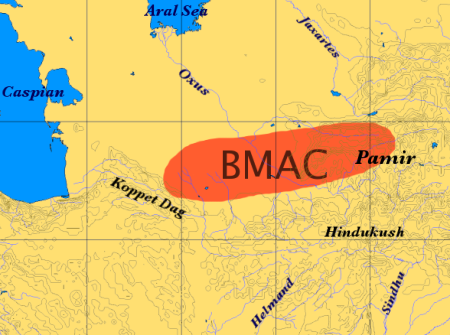
نقشه ۴: وسعت مجموعهٔ باستان‌شناسی باختر-مرو (BMAC)، بر اساس دانشنامه فرهنگ هندواروپایی. فرهنگ و اقوام BMAC بر مردمان هندوایرانی که از شمال آمده بودند، تأثیر گذاشتند.

- هندواروپایی‌ها (گویشوران زبان نیاهندواروپایی)
  - مردمان هندوایرانی (نیاکان مشترک ایرانی‌ها، نورستانی‌ها و مردمان هندوآریایی) (گویشوران زبان نیاهندوایرانی)
    - نیاایرانی‌ها (گویشوران زبان نیاایرانی)

## اقوام ایرانی باستان ذکر شده دراوستا
منبع:
- آریاس
- اهیریاس
- داهیس (نیاکان احتمالی داهه یا داسا)
- ساینوس
- سایرماس
- توری‌یاس[۴][۵][۶] - یک گروه قومی ایرانی باستان، سرزمین آن‌ها توران نامیده می‌شد، کلمه‌ای که بعداً به سرزمین‌های شمال ایران و فلات ایران و کوه‌ها، یعنی تمام آسیای مرکزی (از جمله فرارود) اطلاق شد. (در اوستا «توران» صرفاً به معنای نام یک قبیلهٔ ایرانی بود، اما بعداً این نام به معنای سرزمین‌های مسکونی قبایل ترک‌زبان بود).[۶]
- یشتیان

## اقوام ایرانی شمال شرقی باستان

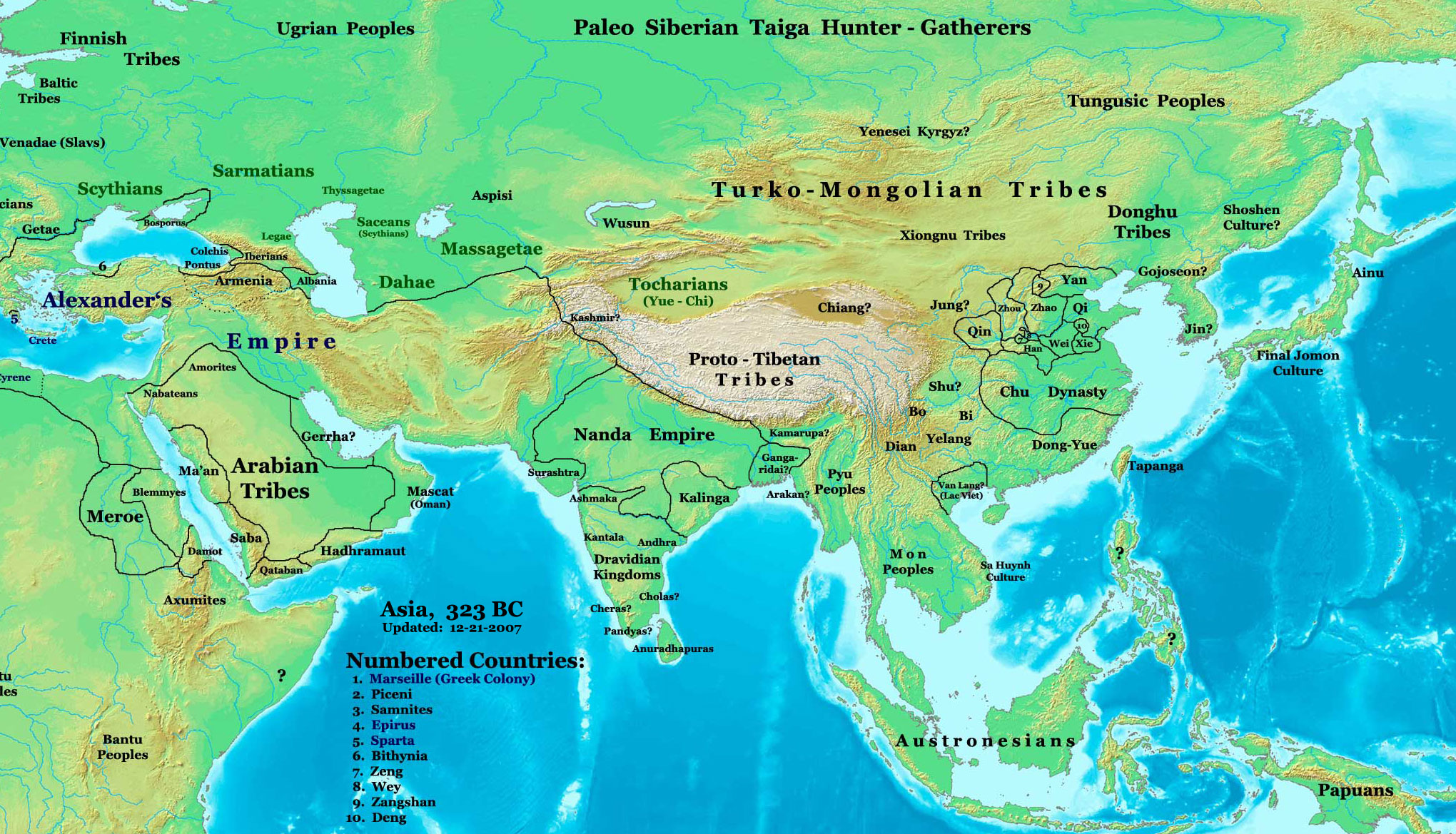
نقشه ۶: آسیا در سال ۳۲۳ پیش از میلاد، نشان دادن چندین قوم ایرانی واقع در آسیای مرکزی و اروپا.

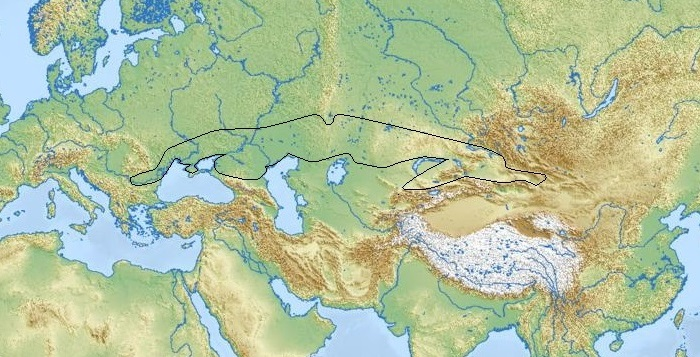
نقشه ۷: فرهنگ‌های سکایی از سکاها، سرمتی‌ها و سکا اقوام ایرانی واقع در استپ اوراسیا غربی (آسیای مرکزی و اروپا) از حدود ۹۰۰ پیش از میلاد - ۲۰۰ پس از میلاد

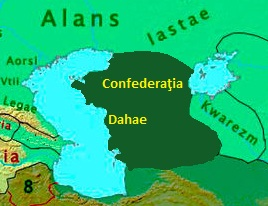
نقشه ۸: کنفدراسیون قبیله‌ای داهه

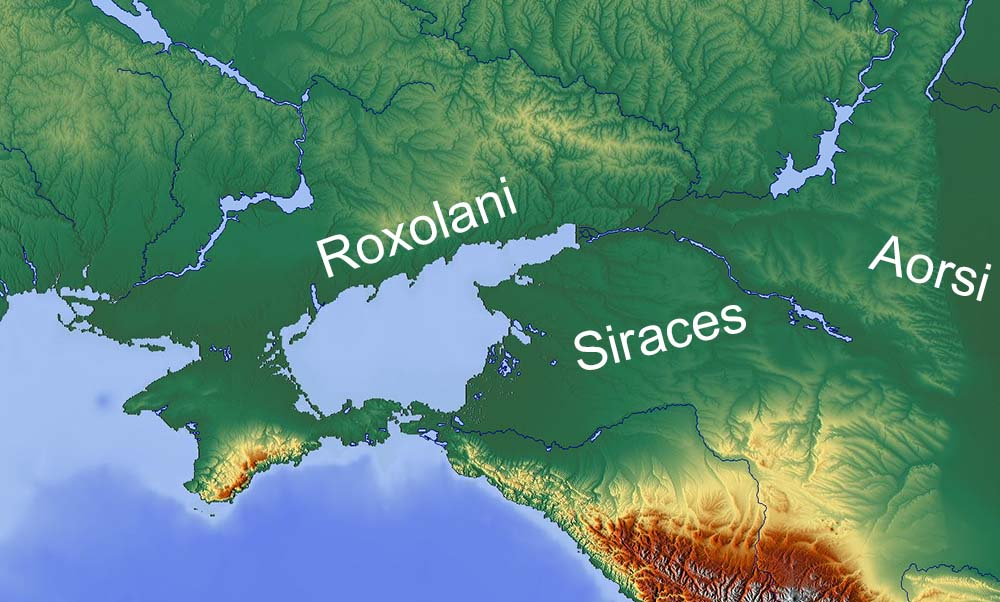
نقشه ۹: رخش‌آلان‌ها، سیراک‌ها و ارسی‌ها در قرن چهارم پیش از میلاد.

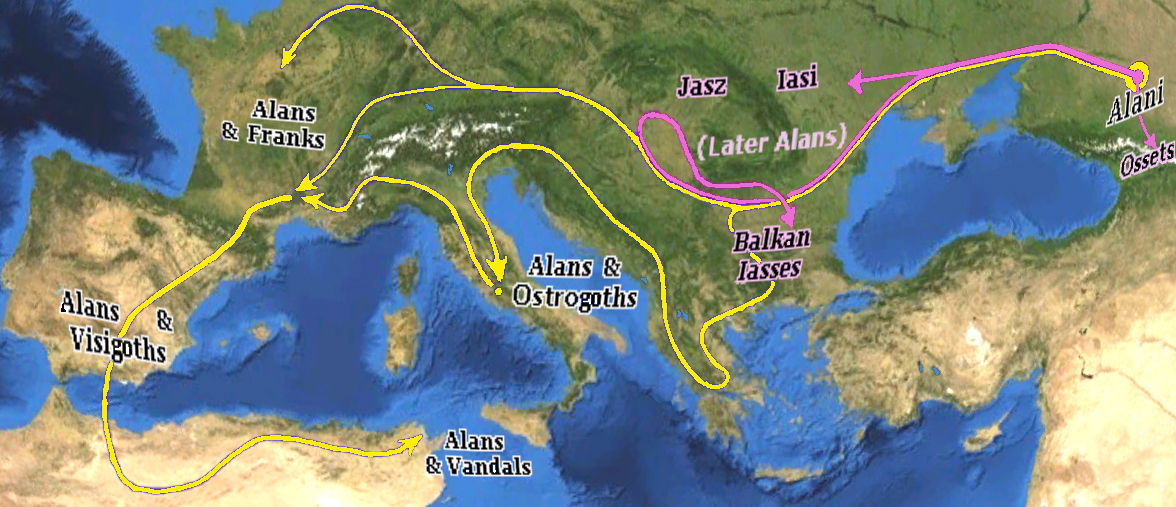
نقشه ۱۰: مهاجرت‌های آلان در زمینهٔ دوره مهاجرت‌ها.

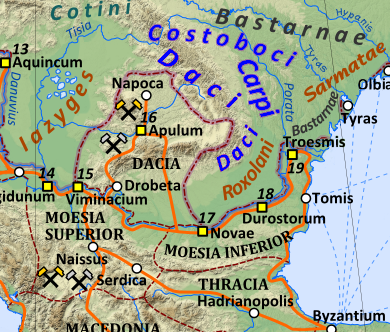
نقشه ۱۱: یازیگ‌ها در سال ۱۲۵ پس از میلاد در غرب داکیه رومی، در دشت پانونی شرقی، آلفولد امروزی، دشت بزرگ مجارستان شرقی.

- سَکا / سَکان (ساکا) / سکایی-سرمتی - سرمتی‌ها و اسکیث‌ها، اقوام با فرهنگ‌های سکایی استپ اوراسیا غربی (یا استپ پونتیک-کاسپین)، مرکزی (یا استپ قزاقستان) و آسیای مرکزی که به چندین زبان‌های سکایی-سرمتی ایرانی سخن می‌گفتند و فرهنگ خویشاوندی و مشابهی داشتند. نام سَکا یک کلمهٔ عمومی پارسی باستان برای همهٔ مردمان ایرانی بود که بهزبان‌های ایرانی گویش می‌کردند، اسکیث‌ها، سرمتی‌ها و دیگران بود که در استپ اوراسیا زندگی می‌کردند و کوچ‌نشین یا نیمه‌کوچ‌نشین دامدار بودند)[۷][۸]
  - سَکای غربی (اسکیث‌ها و سرمتی‌های غربی) (سَکاها به معنای محدود - اقوام با فرهنگ سکایی که در استپ پونتیک-کاسپین و بخش غربی استپ اوراسیا زندگی می‌کردند)
    - اسکیث‌ها / اسکولوت‌ها (اسکولوتوی‌ها / سَکا) (ساکا پارا دریا - «سَکاهای آن سوی دریا» - دریای سیاه بود) (کلمهٔ پارسی باستان «سکا» هم اسکیث‌ها و هم سرمتی‌ها را پوشش می‌داد)
      - آخایی (آکائه)
      - آگاوی سکایی
      - سکاهای اصلی
        - آرپوکسایان-کولاکسایان-لیپوکسایان
          - آرپوکسایان (نوادگان آرپوکسایس، نام‌واژه احتمالی)
            - کاتیاری / کاتیاروی
            - تراسپیس

          - کولاکسایان (نوادگان کولاکسایس، نام‌واژه احتمالی)
            - پارالاته / سکاهای سلطنتی
              - اسپالای / اسپالی / پالای / پالی

          - لیپوکسایان (نوادگان لیپوکسایس، نام‌واژه احتمالی)
            - آوخائتای / اوخائتا

        - آسامپاتای
        - آترنی

      - هاماکسوبی
      - سکاهای دانوب پایین (یک گروه قبیله‌ای کوچک از سکاها که در مناطق دوبروجا امروزی پناه گرفتند)
      - سکاهای کریمه (یک گروه قبیله‌ای کوچک از سکاها که در مناطق کریمه امروزی پناه گرفتند)
      - تائوری سکایی / تائوروسکایی، سکاهای تائوری یا تائوری‌های سکایی‌شده، آن‌ها در دشت‌های شمال تائوریکا یا تائوریس (امروزه کریمه نامیده می‌شود) زندگی می‌کردند.

  - ساکای شرقی (سکایی-سرمتی‌های شرقی) (سکاها به معنای وسیع اقوام فرهنگ سکایی) (به معنای محدود، ساکای شرقی به ایرانی کوچ‌نشین یا نیمه‌کوچ‌نشین دامداری که در بخش مرکزی استپ اوراسیا یا استپ قزاق و آسیای مرکزی زندگی می‌کردند، اشاره دارد، آن‌ها توسط یونانیان «سرمتی‌ها» و توسط ایرانیان «ساکا» نامیده می‌شدند) (کلمهٔ فارسی باستان «ساکا» هم سکاها و هم سرمتی‌ها را پوشش می‌داد)
    - ساکاهای آسیای مرکزی / سکایی-سرمتی‌های آسیای مرکزی
      - ساکاهای اصلی آسیای مرکزی / سکایی-سرمتی‌های اصلی آسیای مرکزی
        - آمیرگیان (ساکا هائوماورگا - نوشندگان/گردآورندگان سوما ساکا) (ساکا پارا سوگودام - ساکاهای آن سوی سغد، ممکن است همان ساکا هائوماورگا یعنی آمیرگیان، نام یونانی برای همان مردم بوده باشند) (تقریباً در دره فرغانه و حوضهٔ امروزی، بخش‌هایی از ازبکستان، تاجیکستان و قرقیزستان)
        - آناراسی
        - آسپیسی /آسپیسیی
        - کاکاسه
        - چائوراناسی
        - ساکاهای جنوب غربی آسیای مرکزی / سکایی-سرمتی‌های جنوب غربی آسیای مرکزی
          - داهه-آمارد
            - داهه / داهاس / داسا
              - پرنی / آپارنی (قبیله‌ای که آرساکس یکم رئیس آن شد، بعداً او اولین پادشاه پارت شد، او بنیان‌گذار دودمان اشکانی بود، که بر شاهنشاهی اشکانی حکومت کرد؛ چندین نویسندهٔ باستانی گفتند که او از تبار سکایی یا باختری بود)
              - پیسوری
              - زانتی

            - آماردیان / ماردها (در ابتدا آن‌ها در جنوب غربی آسیای مرکزی زندگی می‌کردند، با این حال آن‌ها به سمت جنوب غربی به طرف مرکز کوه‌های البرز و دشت‌های ساحل جنوبی دریای خزر مهاجرت کردند و بعداً در زیرگروه ایرانی‌های شمال غربی از ایرانی‌های غربی جذب شدند)

          - تاپوریان / تاپوری / تاپورای (در ابتدا آن‌ها در جنوب غربی آسیای مرکزی زندگی می‌کردند، با این حال آن‌ها به سمت جنوب غربی به طرف تاپوریا، در شرق کوه‌های البرز و دشت‌های ساحل جنوب شرقی دریای خزر مهاجرت کردند و بعداً در زیرگروه ایرانی‌های شمال غربی از ایرانی‌های غربی جذب شدند) (منشأ نام تاپورستان یا طبرستان، سرزمینی که آن‌ها برای زندگی رفتند)

        - ماساژت / ارتوکوریبانتیان (ساکا تیگراخائودا - کلاه‌های نوک‌تیز / کلاه‌های نوک‌تیز ساکا یا سکاها) (ماساژت و ساکا تیگراخائودا یا ارتوکوریبانتیان، همان‌طور که توسط یونانیان شناخته می‌شدند، ممکن است نام‌های مختلفی برای یک مردم باشند)
          - آپاسیاکه
          - یاخارتا (آن‌ها در امتداد سواحل رودخانهٔ یاخارتس (امروزی سیردریا) زندگی می‌کردند)

        - نوروسی
        - تکتوساکس (نباید با سلتی‌های تکتوساژ اشتباه گرفته شوند)

      - ساکا (به معنای محدود مدرن، شمالی‌ترین و شرقی‌ترین سکایی-سرمتی‌ها، از جمله کسانی که در حوضه تاریم زندگی می‌کردند، جایی که تخاری‌ها نیز ساکن بودند)[۹]
        - سکایی-سیبریایی‌ها (در جنوب سیبری غربی و شمال قزاقستان، در مناطق بالایی رودخانه‌های ایرتیش، ایشیم، توبول و اوب)
          - آبیی / گابیی
          - ساکاهای آلتای-سایان / سکاهای آلتای-سایان / سکایی-سرمتی‌های آلتای-سایان (آن‌ها بخشی از پیوستار قومی و زبانی فرهنگ‌های سکایی بودند؛ آن‌ها در آلتای و دامنه‌های غربی کوه‌های سایان زندگی می‌کردند و احتمالاً مردمی بودند که فرهنگ پازیریک را تشکیل دادند) (احتمالاً آن‌ها مردم قدیمی‌تر فرهنگ آفااناسیوو را که احتمالاً از تبار نیا-تخاری‌ها بودند، تسخیر یا اخراج کردند)[۱] (احتمال قوی وجود دارد که نیا-ترک‌ها تحت تأثیر ساکاهای آلتای-سایان قرار گرفته باشند و بالعکس و همچنین احتمال اختلاط قومی در این منطقه بین جمعیت‌های بزرگ‌تر اوراسیایی غربی و اوراسیایی شرقی وجود دارد)
          - گالاکتوفاژی («شیرنوشان» / «شیرخوران») (مردم واقعی یا افسانه‌ای)
          - گالاکتوپوتا (مردم واقعی یا افسانه‌ای)
          - هیپمولگی («شیردوشان مادیان») (مردم واقعی یا افسانه‌ای)
          - هیپوفاژی («اسب‌خوران») (مردم واقعی یا افسانه‌ای)
          - تیساگت

        - ساکارالا (ساکای آسیای مرکزی شرقی) (تقریباً در قزاقستان مرکزی و شرقی امروزی) - آن‌ها در حوضه‌های رودخانه‌های چو و ساریسو و مناطق بیابانی آن‌ها، و در حوضهٔ رود ایلی و دریاچه بالخاش و بیشتر دامنهٔ شمالی کوه‌های تیان شان (همچنین به عنوان کوه‌های تنگری تاغ یا تنگیر-تو شناخته می‌شوند) زندگی می‌کردند.
        - ساکاهای حوضه تاریم (عمدتاً در مناطق غربی و جنوبی)
          - ساکاهای گومو / ساکاهای تومشوک (آن‌ها در منطقه و شهر تومشوک امروزی زندگی می‌کردند) (آن‌ها به تومشوکی یا ساکایی تومشوکی، یک زبان یا گویش ایرانی شمال شرقی سخن می‌گفتند)
          - ساکاهای کاشغر (آن‌ها در شهر و منطقهٔ کاشغر زندگی می‌کردند)
          - ساکاهای ختن (آن‌ها در منطقهٔ ختن، معروف به گاوستانا در متون سانسکریت و پراکریت زندگی می‌کردند) (آن‌ها به ختنی یا ختنی ساکایی، یک زبان یا گویش ایرانی شمال شرقی سخن می‌گفتند)

        - هندو-سکایی‌ها / هندو-ساکاها (گروهی از ساکاها که به سمت شرق فلات ایران، دره سند و هند مهاجرت کردند)

    - سرمتی‌های اصیل / سارومات
      - آئورسی-آلان‌ها (دو قبیلهٔ سرمتی نزدیک به هم یا یک قبیله که با نام‌های مختلف شناخته می‌شوند)
        - آئورسی (آن‌ها در شمال شرقی سیراکس زندگی می‌کردند) (یانکای یا ینتسای نام چینی یک ایالت بود که می‌توانست با یک آئورسی یکسان باشد)
          - آئورسی پایین (آئورسی غربی)
          - آئورسی بالا (آئورسی شرقی) (از ساحل شمالی دریای خزر تا ساحل شمالی دریای آرال) (با آلان‌ها یکسان است؟)

        - آلان‌ها (یک قوم یا قبیله نزدیک به آئورسی سرمتی یا همان مردم که با دو نام مختلف شناخته می‌شوند) (آریان > *آلیان > آلان)[۱۰][۱۱][۱۲] (ایر یک شاخهٔ مدرن هستند) (همچنین «ملانخائنی» - «سیاه‌پوشان» نامیده می‌شوند، نباید با دو قوم دیگری که با همین نام خوانده می‌شدند اشتباه گرفته شوند: «ملانخائنی» - «سیاه‌پوشان» پونتوس و «ملانخائنی» - «سیاه‌پوشان» شمال دور)
          - یاسی[۱۳][۱۴] (یاسی / یاسی / یاس نوادگان گروهی از آلان‌ها هستند که به سمت غرب مهاجرت کردند، آن‌ها با قدیمی‌ترین یازگی‌ها مرتبط هستند اما یکسان نیستند)
          - روکسولانی (شاخه و شاخهٔ شرقی آلان‌ها)
            - بانات روکسولانی (شاخه‌ای از روکسولانی که به سمت غرب مهاجرت کرد)
            - آگاراگانتس / آرکاراگانتس (سرمتی‌های آزاد)[۱۵]

      - سیسیانتی
      - یازگی‌ها / یازگی‌های متاناسته / یاخاماته
      - خورواثوی / چوروآتی / هاراواتی (نام آن‌ها ممکن است بر نام قومی کروات‌ها تأثیر گذاشته باشد، اما لزوماً اجداد آن‌ها یا بیشتر آن‌ها نیستند)
      - فوریسته
      - ریمنیسی، آن‌ها در امتداد سواحل رها (امروزی ولگا) در منطقهٔ استپ ساکن بودند (به نظر می‌رسد صفت از نام «رها» یا «را»، نام سکایی برای رودخانهٔ ولگا گرفته شده است) (اوارس نام یونانی این رودخانه بود)
      - ریمفاسس
      - سربوی (نام آن‌ها ممکن است بر نام قومی صرب‌ها تأثیر گذاشته باشد)
      - سیراسی / سیراکس
      - اسپوندولیسی
      - اورگی[۱۶]

  - خوارزمی‌ها-سغدی‌ها
    - خوراسمیان / خوارزمیان
    - سغدیان - مردمی که در سغد زندگی می‌کردند، اجداد احتمالی یغنابی‌ها (کانگجو - نام چینی یک ایالت که احتمالاً با سغدیان یکسان است[۱۷])

## اقوام ایرانی جنوب شرقی باستان
- آراخوسیان / آراخوتی
  - ائوریتا
  - موسارنائی

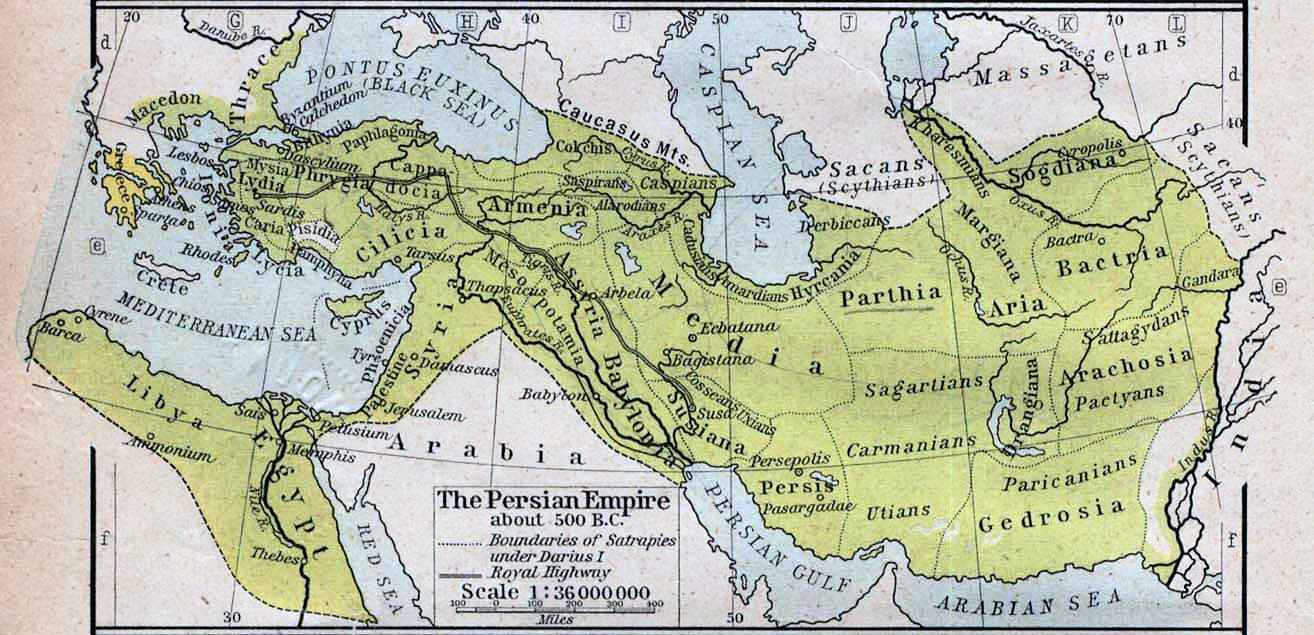
نقشه ۱۲: شاهنشاهی هخامنشی در دوران هخامنشی، قرن ششم پیش از میلاد، نشان دادن نام‌های اقوام ایرانی باستان در فلات ایران و جنوب آسیای مرکزی در سمت راست نقشه

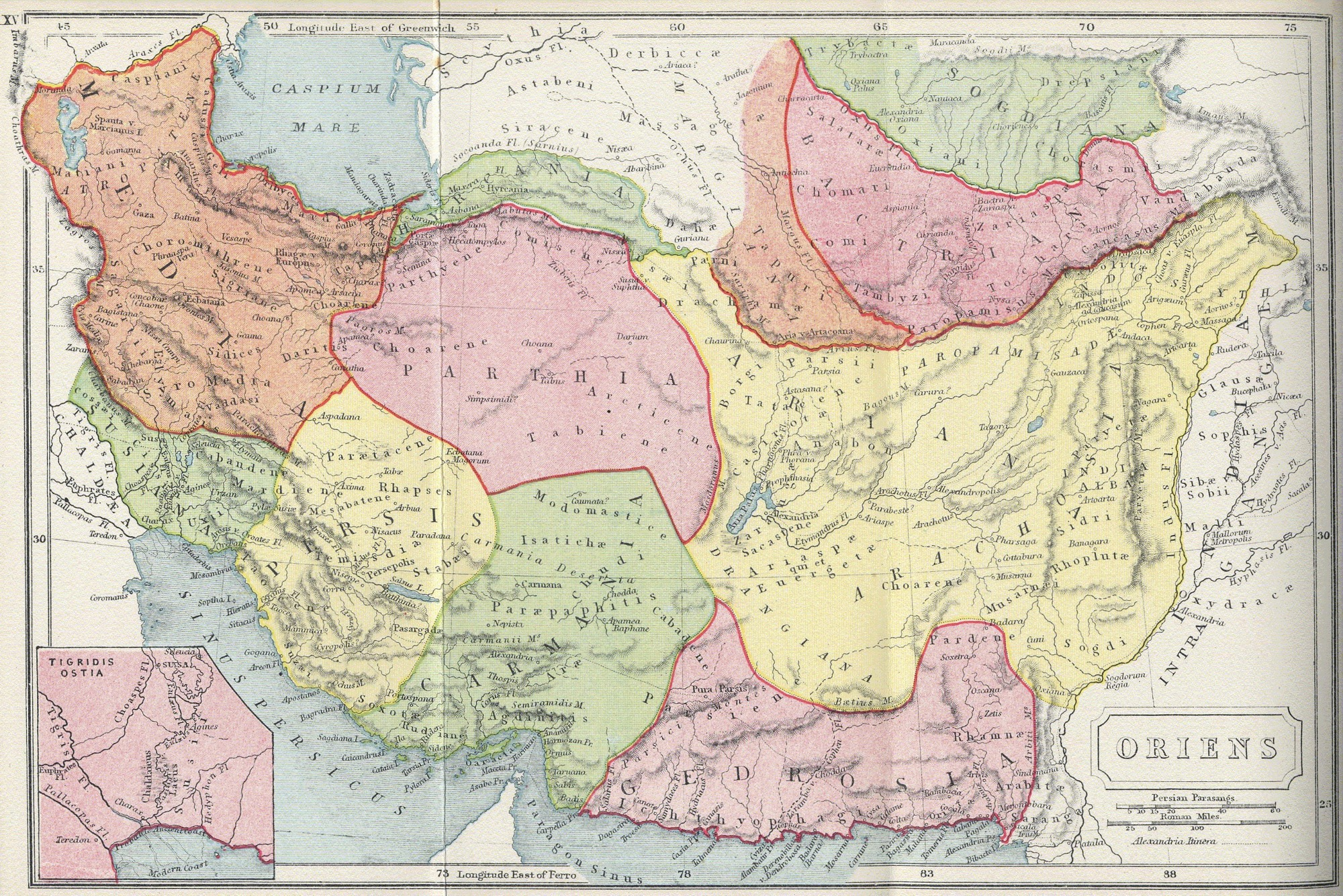
نقشه ۱۳: مناطق باستانی فلات ایران و بخشی از جنوب آسیای مرکزی نشان دادن اقوام و قبایل باستانی ایرانی؛ این نقشه همچنین اقوام باستانی دره سند در شمال غربی هند باستان را نشان می‌دهد.

  - پکتیان / پکتاها (اجداد احتمالی پختون‌ها / پشتون‌ها)[۱۸][۱۹] مورخ یونانی هرودوت از قومی به نام پکتیان که در مرز شرقی هخامنشی آراخوسیا ساتراپی در اوایل هزارهٔ اول پیش از میلاد زندگی می‌کردند، یاد کرده است.[۲۰]
  - پار (گ) یتا
  - روپلوتا
  - سیدری
- آریان اصیل / آریی
  - بورگی
  - کاسیروتا
- آریاسپه / اورگرتا
- باختری‌ها
  - چوماری
  - کومی
  - درپسانی
  - اوکسیانی
  - پارسیی
  - سالاتارا
  - تریباکتا
  - زاریاسپا
- درنگیان / درنگا / زرنگیان / زرنگا
- گدروزیایان / گدروزیی / گدروزنی
  - آپاریتا
  - آرابیتا / آربییس
  - ایرانی ایختیوفاژی / ایرانی ایختیوفاگوی (ایرانی ماهی‌خوران)
  - اوریتای
  - پاریکانیان / پاریکانیی / اورئیتای / اورا (از فارسی باستان باریکانو - مردم کوهستان)
  - رامنا
- مارگیان
  - دراخاما
- میکای

### ایرانی‌های غربی

#### ایرانی‌های شمال غربی(ایرانی‌های غربی شمالی)
- ائنیانس
- آستابنی
- کاردوخی / کوردوخی[۲۱] / کورتیای / کورتیی (ذکر شده توسط استرابون، و اجداد احتمالی کردها به گفتهٔ محمد داندامایف) (نگاه کنید به «کاردوخی» در دانشنامه ایرانیکا)
- دربییکان / دربییکا / دربییسس (قدیمی‌ترین ساکنان سرزمینی که بعداً به عنوان تاپورستان یا طبرستان و بخشی از هیرکانی قبل از ورود تاپورس یا تاپوری شناخته شد)
- دریبییسس
- گیلائی / گیلیتس (اجداد احتمالی گیلک‌ها)، اگرچه همکار بودند اما با کادوسیی یکسان نبودند.
- آزاری (ساکن آذربایجان ایران، اجداد احتمالی تات‌ها و تالش‌ها)
- هیرکانی، آن‌ها در هیرکانی زندگی می‌کردند.
- مادها
  - آریزانتی
  - بودیی
  - بوسه
  - مغ‌ها (قبیلهٔ مادی که از آن، با گذشت زمان، بسیاری از روحانیون زرتشتی برخاستند، قبیله‌ای روحانی برای دین زرتشتی بود، تا حدودی شبیه به نقشی که لاویان، از قبیله لاوی، در یهودیت، دین عبری‌ها، یهودیان یا اسرائیلیان باستان داشتند)
  - پارائتاکنی / پارائتاکا / پارائتاچی
  - سیدیسس
  - ستروخاتس
  - واداسی
- اشکانیان
  - نیسایی (در منطقهٔ نسا، اولین پایتخت اشکانیان، پارت)
  - هفت خاندان اشکانی (هفت خاندان بزرگ ایران) (قبیلهٔ هفت خاندان) - اسپهبدان / اسپهبد (محل استقرار در گرگان)، کارن / کارن-پهلوی (کارن-پهلوی) (محل استقرار در نهاوند)، مهران / مهران (محل استقرار در ری)، سپندیاد / سپندیاد / اسفندیار (محل استقرار در ری)، سورن (محل استقرار در سکستان یا سیستان، زرنکا، زرنکا یا درنگیانا)، وراز (محل استقرار در خراسان شرقی)، زیک (محل استقرار در آذربایجان یا آتروپاتن، که توسط یونانیان آتروپاتن نامیده می‌شد، آذربایجان ایران امروزی) («خاندان» مترادف «طایفه» بود)
  - هندو-پارتیان / سورن پارتیان (منشأ در سورن پارتیان)
- ویتیی

#### ایرانی‌های جنوب غربی(ایرانی‌های غربی جنوبی)
- کارمانیان / گارمانیان (کارمانی / گارمانی) / گرمانی / گرمانیی (گونه‌ای از کارمانی، یعنی کارمانیان، نباید با اقوام ژرمن اروپا، که آن‌ها نیز اقوام هندواروپایی بودند اما از شاخه یا زیرخانوادهٔ دیگری بودند، اشتباه گرفته شوند)
  - آرائه
  - چودی
  - ایساتیکه
- نیا-پارسیان (پارسیوا / پارسوماش)[۲۲]
  - پارسیان
    - دائی
    - دروسایی
    - دروپیسی
    - مارافی (یکی از سه قبیلهٔ اصلی و پیشرو پارسی باستان)[۲۲]
    - مردی / مردی جنوبی
    - ماسپئی (یکی از سه قبیلهٔ اصلی و پیشرو پارسی باستان)[۲۲]
    - پانتیالائی
    - پاسارگاد (یکی از سه قبیلهٔ اصلی و پیشرو پارسی باستان، این قبیله‌ای بود که خاندان هخامنشیان، خاندان هخامنش، را در خود جای داده بود که کوروش بزرگ، بنیان‌گذار شاهنشاهی هخامنشی، عضوی از آن بود)[۲۳] («خاندان» مترادف «طایفه» بود) (پاسارگاد، اولین پایتخت هخامنشی شاهنشاهی ایران، در سرزمین این قبیله بود و نام خود را از آن‌ها گرفت)[۲۲]
    - پاتئیسخوری
    - رپسس
    - ساگارتیان / آساگارتیان (محل دقیق آن‌ها ناشناخته است؛ به گفتهٔ هرودوت (۱٫۱۲۵، ۷٫۸۵) آن‌ها با ایرانیان باستان که در جنوب غربی ایران ساکن بودند و به زبان ایرانی جنوب غربی سخن می‌گفتند، مرتبط بودند) (این احتمال وجود دارد که نام آن‌ها، از طریق تغییر آوایی، در نام کوه‌های زاگرس باقی مانده باشد اگر آن‌ها با زیکیرتی یکسان بودند؛ همچنین این احتمال وجود دارد که آن‌ها در شمال شرقی ایران، جنوب پارتیان، و نه در کوه‌های زاگرس ساکن بودند)
    - ساسانیان (قبیله‌ای که خاندان خاندان ساسان را در خود جای داده بود، که نام خود را به قبیله داد، که اردشیر یکم، بنیان‌گذار شاهنشاهی ساسانی، عضوی از آن بود) («خاندان» مترادف «طایفه» بود)
    - سوخوتا
    - ستابئی
    - سوزائی
- اوتیان

## اقوام باستانی با منشأ نامشخص با پیشینه احتمالی ایرانی یا تا حدودی ایرانی

### عمدتاً پیشینه ایرانی
- هون‌های ایرانی (Xwn / Xyon / هون‌ها) (بیشتر از نوادگان ایرانی از ساکاهای عشایری، اگرچه بسیاری در طبقه حاکم ممکن است از نژاد Xunyu یا Xiongnu و مرتبط با هون‌ها یا هون‌های غربی باشند که به بسیاری از مناطق استپ اوراسیا و دوران باستان متأخر اروپا حمله کردند)[۲۴][۲۵][۲۶][۲۷]
  - هون‌های نزاک
  - هون‌های سرخ / کرمیکیون‌ها (سرخ = جنوبی)
    - هون‌های آلچون / هون‌های آلچونو
    - کیداری‌ها / کرمیکیون‌ها (کرمیر خیون)

  - هون‌های سفید (اسپت خیون / سوتا هونا) (سفید = غربی)
    - هپتالی‌ها / Uar (Ebodalo)[۲۸]

  - خیونی‌ها / چیونی‌ها / چیونیتا[۲۶][۲۷][۲۹]

## ایرانی‌ها آمیخته با دیگر اقوام غیر ایرانی

### داسیایی-ایرانی
- آگاتیرسی
- تایراگتا[۳۰] (ممکن است یک قوم مختلط داکو-گتا - ایرانی بوده باشند، یا فقط یک قوم داکیایی-گتا یا قبیله‌ای بوده و نه ایرانی)

### یونانی-ایرانی
- گلونی‌ها / گلونی (هلونی‌ها / هلونی)، مردمی با تبار تا حدی یونانی و تا حدی سکایی.

### قفقازی شمال غربی-ایرانی
- مائوتیان‌ها، گروهی از اقوام که در دریاچه مائوتیان (دریای آزوف) و پالوس مائوتیس (دن) دلتاهای رودخانه ساکن بودند که ممکن است کیمری‌ها، قوم ایرانی (سکاها)، قوم قفقازی غربی (چرکس‌ها / آدیغه) با یک سیادت ایرانی یا ترکیبی از اقوام ایرانی و قفقازی غربی بوده‌اند.
  - آگری
  - آرچی
  - آسپورگیانی
  - دانداری
  - دوسی
  - ایکسوماتس
  - اوبیدیاسنی
  - سندی / سیندس / سیندونز / سیندینوی
  - سیتاکنی
  - تارپتس
  - تورئاتا

### اسلاوی-ایرانی
- آنتس، ممکن است یک قوم اسلاوی بوده باشند و نه ایرانی یا یک قوم مختلط ایرانی و اسلاوی.

### اسلاوی-ایرانی یا تراکیه‌ای-ایرانی
- آروترها،[۳۱][۳۲] یک قبیله پروتو-اسلاوی یا تراکیه‌ای با یک طبقه حاکم ایرانی که در استپ‌های جنگلی از دنیپر تا وینیتسا زندگی می‌کردند.

### تراکیه‌ای-ایرانی
- کیمری‌ها،[۳۳] آن‌ها می‌توانستند مردمی با منشأ تراکیایی-داکیایی با یک سیادت ایرانی، ترکیبی از تراکیایی‌ها و ایرانی یا یک حلقه گمشده بین هند و ایرانی و تراکیایی‌ها و داکیایی‌ها باشند.
- آلازون‌ها،[۳۴] یک قبیله نیمه عشایری سکایی-تراکیه‌ای که بین رودخانه‌های اینگول و دنیستر زندگی می‌کردند.
- کالیپیدا،[۳۲] یک قبیله هلنیزه شده سکایی-تراکیه‌ای که از مصب دنیستر تا بوگ جنوبی زندگی می‌کردند.
- جورجوی،[۳۲] قبیله سکایی-تراکیه‌ای که در سرزمین گیلا در اطراف دنیپر پایین زندگی می‌کردند و یک سبک زندگی بی‌تحرک داشتند.

## اقوام مختلطی که دارای برخی از اجزای ایرانی بودند

### سلتی-ژرمنی-ایرانی
- باستارنی، یک قوم باستانی که بین ۲۰۰ قبل از میلاد و ۳۰۰ بعد از میلاد در منطقه بین کوهستان کارپات و رودخانه دنیپر، به شمال و شرق داکیای باستانی ساکن بودند - یک منشأ احتمالی نام از اوستایی و فارسی باستان هم‌ریشه باست- "بسته، بسته شده؛ برده" (مقایسه کنید آسی بættən "بستن"، باست "بسته") و پروتو-ایرانی *آرنا - "نسل" است.
  - آتمونی / آتمولی
  - پئوچینی / پئوچینی باستارنی (شاخه‌ای از باستارنی که در منطقه شمال دلتا دانوب زندگی می‌کردند)
  - سیدونی / سیدونز

## اقوام احتمالی ایرانی یا غیر ایرانی

### ایرانی یا دیگر اقوام هندواروپایی

#### ایرانی یا آناتولیایی (هندواروپایی)
- کاپادوکیایی‌ها یا لئوکوسیری (سوری‌های سفید) (یک قوم احتمالی آناتولیایی هندواروپایی و نه یک قوم ایرانی)

#### ایرانی یا ژرمنی
- تایفال‌ها (تایفالی / تایفالای)

##### ایرانی یا هند و آریایی
- دادیکای / دارادای / داراداس (دارادا > داردا > دارد؟) (ممکن است اجداد احتمالی داردها، یک قوم هند و آریایی باشند و نه یک قوم ایرانی)، آن‌ها در منطقه مسیر بالای رود سند، در خیبر پختونخوای مدرن، منطقه گلگیت گلگیت-بلتستان مدرن، هر دو در پاکستان و همچنین در جامو و کشمیر و لاداخ در هند ساکن بودند.
- ساتاگیدان‌ها، مردمی که در ساتاگیدیا ساکن بودند (فارسی باستان تاتاگوش؛ th = θ، از θata - "صد" و گوش - "گاو"، سرزمین مردم "صد گاو")، ممکن است یک قوم ایرانی از سند با نفوذ هند و آریایی یا برعکس، یک قوم هند و آریایی از سند با نفوذ ایرانی بوده باشند.
- سغدی (سغدوی)، مردمی که در جایی که امروز دره بخش سیبی در بلوچستان است، بین بلوچستان و سند، و بیشتر بخش لارکانا و بخش‌هایی از بخش سوکور به غرب رود سند، در سند ساکن بودند، شهر اصلی آن‌ها توسط نویسندگان یونانی و رومی باستان سغدوروم رجیا (شاید سوکور امروزی) نامیده می‌شد و در سواحل رود سند بود. آن‌ها ممکن است، همان‌طور که نام می‌تواند بگوید، شاخه‌ای از سغدی‌ها، "سغدی‌های سند"، در منطقه‌ای از غرب دره سند بوده باشند یا همچنین ممکن است یک قوم هند و آریایی از دره سند با نامی تصادفی با سغدی‌ها بوده باشند.
- شاکیا - یک قبیله از هند عصر آهن (هزاره اول قبل از میلاد)، ساکن منطقه‌ای در ماگادای بزرگ، در دامنه کوهستان هیمالیا. برخی از محققان استدلال می‌کنند که شاکیاها از نژاد سکایی (ساکا) بوده و در هند و آریایی ادغام شده‌اند.[۳۵][۳۶] سیدارتا گوتاما (همچنین به عنوان بودا یا شاکیامونی - حکیم شاکیاها) (حدود قرن ۶ تا ۴ قبل از میلاد) شناخته می‌شود، که آموزه‌های او پایه و اساس بودیسم شد، شناخته‌شده‌ترین شاکیا بود.

#### ایرانی یا نورستانی
- کامبوجاها / کومدس / کاپیسی / ریشیکاها / تامبیزوی / آمباوتا[۳۷][۳۸] - مردمی که در کشوری به نام کومودا زندگی می‌کردند، احتمالاً در بخشی از افغانستان امروزی. نظرات مختلفی در بین محققان در مورد خویشاوندی قومی و زبانی آن‌ها وجود دارد. به گفته برخی، آن‌ها اجداد احتمالی پامیر در کوهستان پامیر، تقریباً منطقه بدخشان تاجیکستان و افغانستان و بخش‌هایی از هندوکش یا پاروپامیسوس در شرق مرکزی افغانستان و شمال غربی پاکستان)[۳۹][۴۰][۴۱] هستند. به گفته دیگر محققان[۴۲][۴۳][۴۴] آن‌ها یک قوم قدیمی انتقالی بین ایرانی و هند و آریایی بودند و به این ترتیب ممکن است اجداد نورستانی (تا پایان قرن نوزدهم آن‌ها به عنوان کافرها شناخته می‌شدند زیرا مسلمان نبودند و یک دین هند و ایرانی باستانی مانند امروز کلاش را تمرین می‌کردند). در دوران باستان، یکی از مناطقی که در آن ساکن بودند در دامنه‌های جنوبی و شرقی پاروپامیسوس (هندوکش امروزی در شرق مرکزی افغانستان و شمال غربی پاکستان) بود.
  - آمباوتا
  - آشواکاها / آساکنی / آساکانی / آسپاسی (آسپاسیان): برخی از محققان افغان‌های تاریخی (پشتون‌ها/پشتون‌ها) را به آشواکاها (آشواکایاناها و آشوایاناهای پانی‌نی یا آساکنوی و آسپاسیوی آریان) مرتبط کرده‌اند. گفته می‌شود که نام افغان از آشواکان متون سانسکریت گرفته شده است.[۴۵][۴۶][۴۷] آشواکاها به عنوان شاخه‌ای از کامبوجاها شناخته می‌شوند. این مردم توسط نویسندگان یونانی و رومی، به عنوان آساکنوی و آساکانی شناخته می‌شدند. شباهت نام آساکانی با نام ساکا/ساکان/ساکا باعث شد که این دو قوم توسط یونانی‌ها و رومی‌ها اشتباه گرفته شوند (همان‌طور که در نقشه ۱۱ در مورد کوهستان پامیر در لبه بالا سمت راست نشان داده شده است). با این حال کوهستان پامیر توسط آسواکا کامبوجاها و نه توسط ساکان ساکن بود، اگرچه آن‌ها اقوام مرتبطی بودند (هر دو ایرانی شرقی بودند، با این حال آسواکا کامبوجاها یا ایرانی جنوب شرقی یا اجداد نورستانی بودند در حالی که ساکان/ساکاها، سکاها یا سرمتی‌ها، ایرانی شمال شرقی بودند).
    - آپراچاراجاها

  - کابولیتا، در منطقه کابل (پایتخت امروزی افغانستان)، بخشی از پادشاهی کاپیسای قدیمی
  - هندو-کامبوجاها
    - کامبوجاهای غربی (گسترده و پراکنده در سند، سوراشترا، مالوا، راجستان، پنجاب و سوراسنا)
    - کامبوجاهای شرقی (برخی از آن‌ها سلسله کامبوجا-پالای بنگال را تشکیل دادند)

  - پاراما کامبوجاها، کومودا یا کومدس، از دره آلای یا کوهستان آلای، شمال هندوکش / پاروپامیسوس در قرقیزستان بسیار جنوبی و تاجیکستان بسیار شمالی امروزی. آن‌ها پادشاهی پاراما کامبوجا را تشکیل دادند. در متون باستانی سانسکریت، قلمرو آن‌ها به عنوان کومودادیوپا شناخته می‌شد و نوک جنوبی ساکادیوپا یا سکاییه را تشکیل می‌داد. در ادبیات کلاسیک، این قوم به عنوان کومدس شناخته می‌شوند. حماسه هندی مهابهاراتا آن‌ها را پاراما کامبوجاها می‌نامد[۴۸]
    - هومودوتس

  - ریشیکاها، برخی از مورخان معتقدند که ریشیکاها بخشی از کامبوجاها یا مترادف با آن‌ها بوده‌اند. با این حال، نظریه‌های دیگری در مورد منشأ آن‌ها وجود دارد.
  - تامبیزوی / تامبیزوی

#### ایرانی یا اسلاوها
- لیمگانتس[۴۹] (ممکن است یک قوم غیر-سرمتی - بردگان یا رعایای سرمتی‌ها بوده باشند، برخی از محققان فکر می‌کنند که آن‌ها اسلاوها بوده‌اند)[۵۰]

#### ایرانی یا تراکیه‌ای
- سیگینای

#### ایرانی یا تراکیه‌ای-ایرانی (کیمری) یا قفقازی شمال غربی
- تائوری، آن‌ها در کوه‌های تائوریکای جنوبی یا شبه جزیره تائوریس (کریمه امروزی) زندگی می‌کردند؛ تائوری غیر سکایی شده.
  - آریچی
  - ناپای
  - سینچی

#### ایرانی یا تخاری
نظرات مختلف یا متضادی در بین محققان در مورد خویشاوندی قومی و زبانی اقوام شناخته شده توسط چینی‌های هان به عنوان ووسون و یوئه‌ژی و همچنین دیگر اقوام کمتر شناخته شده وجود دارد (اقلیتی از محققان استدلال می‌کنند که آن‌ها تخاری‌ها بوده‌اند، بر اساس، از جمله موارد دیگر، بر شباهت نام‌هایی مانند «کوشان» و نام بومی «کوچا» (کوشی) و نام بومی «کوشی» و نام چینی «گوشی» یا نام «آرسی» و «آسی»، با این حال بیشتر محققان استدلال می‌کنند که آن‌ها احتمالاً شمال شرقی اقوام ایرانی)
- آرگیپایی
- آسی / ایسدون‌ها / ووسون (ممکن است همان قومی باشند که با نام‌های مختلف برون‌نامی نامیده می‌شوند)
  - آسی / آسیوی / اوسی، یک قوم باستانی پروتو-هندواروپایی از آسیای مرکزی، در طول قرن‌های ۲ و ۱ قبل از میلاد، که فقط از منابع یونانی و رومی کلاسیک شناخته شده‌اند.
  - ایسدون‌ها، مردمی که در شمال و شمال شرقی سرمتی‌ها و سکاها در سیبری غربی یا ترکستان چین (سین‌کیانگ) زندگی می‌کردند (ممکن است همان قومی باشند که آسی یا آسیوی).
  - ووسون[۵۴] - برخی حدس می‌زنند که آن‌ها همان ایسدون‌ها / اسدون‌ها بوده‌اند.
- گوشی یا جوشی یا گوشینی‌ها (یک قوم باستانی مبهم که در دو منطقه زندگی می‌کردند: در حوضه تورپان، یعنی جوشی یا گوشی چین، از جمله خوچو یا قوچو، که در چینی به عنوان گائوچانگ شناخته می‌شود؛ و همچنین در یک منطقه شمالی بزرگ، تقریباً در بسیاری از بخش‌های منطقه‌ای که بعداً به عنوان جونگاریا شناخته شد، جنوب کوهستان آلتای؛ آن‌ها اساس گوشی یا جوشی بودند. آن‌ها زبانی صحبت می‌کردند که در نهایت به دو گویش تقسیم شد، همان‌طور که توسط دیپلمات‌های امپراتوری هان اشاره شده است) (آن‌ها ممکن است یکی از اقوامی باشند که به اشتباه «تخاری‌ها» نامیده شده‌اند، گویشوران تخاری A؟) (نظرات مختلفی در بین محققان در مورد خویشاوندی قومی و زبانی آن‌ها وجود دارد)
  - گوشی نزدیک‌تر / گوشی جلویی، در حوضه تورپان
  - گوشی دورتر / گوشی پشتی، منطقه شمال حوضه تورپان، ۱۰ کیلومتری شمال جیماسا، ۲۰۰ کیلومتری شمال ویرانه‌های جیائو، تقریباً در جونگاریا.[۵۵]
- یوئه‌ژی / گارا؟[۵۶][۵۷][۵۸] (یک قوم باستانی هندواروپایی زبان، در مناطق غربی استان مدرن چین گانسو، در طول هزاره اول قبل از میلاد یا در دون‌هوانگ، در تیان شان، بعداً به سمت غرب و جنوب به جنوب آسیای مرکزی مهاجرت کردند، در تماس و درگیری با سغدی‌ها و باختری‌ها، و احتمالاً همان قومی بودند که با نام تخاری‌ها یا توخارا نامیده می‌شدند، که احتمالاً یک قوم ایرانی زبان بودند که نباید با قوم دیگری که به اشتباه یا نه به عنوان «تخاری‌ها» نامیده می‌شوند، اشتباه گرفته شوند) (به گفته مورخ ایرانی جهانشاه درخشانی، کوچی یا کچی، گروهی از عشایر غیلجی یا غیلزایی پشتون، از نوادگان یوئه‌ژی هستند که در پشتونها ادغام شدند، این نام از گوجی گرفته شده است، که قبلاً چینی: 月氏; پین‌یین: یوئه‌ژی)
  - یوئه‌ژی بزرگتر (تو گارا؟) (دا یوئه‌ژی – 大月氏) (تو گارا > تو کارا؟ > تو خارا؟) احتمالاً تخاری‌های ایرانی (نباید با اقوامی که به اشتباه «تخاری‌ها» نامیده می‌شوند، اشتباه گرفته شوند) (احتمالاً اجداد کوشانیان بودند)
    - توشاراها (توخاراها؟)، ممکن است با یوئه‌ژی بزرگتر، بخش بزرگتر یوئه‌ژی یکسان بوده باشند، همان مردمی هستند که از غرب گانسو و بعد از آن از دره ایلی مهاجرت کردند، به سمت جنوب مهاجرت کرده و در تخارا ساکن شدند، نام دیگر باختر پس از حمله تخاری‌های ایرانی که از شمال و شمال شرقی آمدند (نباید با اقوامی که به اشتباه «تخاری‌ها» نامیده می‌شوند و از شاخه دیگری از هندواروپایی‌ها بودند، اشتباه گرفته شوند).
      - کوشانیان (چینی: 貴霜; پین‌یین: گویشوانگ')، آن‌ها اساس امپراتوری کوشان بودند)

  - یوئه‌ژی کوچکتر (شیائو یوئه‌ژی – 小月氏)

#### ایرانی، تخاری یا ترک
- مردم فرهنگ اوردوس (در فلات اوردوس بالا یا شمالی یا بیابان اوردوس) (اگر هندواروپایی باستانی بودند، شرقی‌ترین قوم می‌شدند)[۵۹][۶۰][۶۱][۶۲] (ممکن است قومی نزدیک به یوئه‌ژی بوده‌اند)

### ایرانی یا اقوام غیرا هندواروپایی

#### ایرانی یا قفقازی شمال شرقی
- کادوسیان،[۶۳] قومی جنگجو که درست در شمال مادها زندگی می‌کردند و منشأ احتمالی ایرانی یا قفقازی داشتند.
- کاسپی‌ها،[۶۴] قومی از دوران باستان کلاسیک بودند که در امتداد سواحل جنوبی و جنوب غربی دریای خزر، در منطقه‌ای که به عنوان کاسپیانه شناخته می‌شود، ساکن بودند.

##### ایرانی یا ترک
- شیونگ‌نو (طبقه حاکم)[۶۵] شیونگ‌نو همچنین می‌تواند مترادف با هون‌ها باشد، که فرض می‌شود یک قوم ترک باشند، اگرچه در این مورد قطعیت یا اجماعی وجود ندارد.

#### ایرانی یا اوگری
- ایرکای / ایرکایی، قومی که در شمال شرقی تیساگتا زندگی می‌کردند، آن‌ها در جنوب غربی دور سیبری، در حوضه‌های بالای رودخانه‌های توبول و ایرتیش ساکن بودند، احتمالاً اجداد اقوام اوگری، خانتی و مانسی و مجاری‌ها (که از نظر زبانی دورتر هستند) هستند، آن‌ها گویشوران زبان‌های اورالی هستند و نه ایرانی. این اقوام به‌طور جمعی یوگرا نامیده می‌شدند، که صفت "اوگری" از آن گرفته شده است (تغییر آوایی احتمالی: *Iurka > *Iukra > *Iugra > Jugra یا Yugra; J = Y انگلیسی؛ u یا ü، y یونانی باستان = ü). آن‌ها از نظر فرهنگی تحت تأثیر اقوام ایرانی باستان (از جمله وام‌واژه‌ها) قرار گرفتند. نام "ایرکای" گاهی اوقات به اشتباه توسط نویسندگان باستان (مانند پلینیوس بزرگ و پومپونیوس ملا) "تیرکای" "(Türkai)" نوشته می‌شد، اما هیچ ارتباطی با اقوام ترک (ترک‌ها) وجود ندارد.

## اقوام نیمه‌افسانه‌ای (الهام گرفته از اقوام واقعی ایرانی)

### آمازون‌ها-گارگارن‌ها
- آمازون‌ها، یک قوم یا قبیله نیمه‌افسانه‌ای از زنان جنگجو (یک قبیله تمام زنانه) که نویسندگان یونانی مانند هرودوت و استرابون می‌گفتند با سکاها و سرمتی‌ها مرتبط هستند، با این حال، ممکن است پیشینه تاریخی برای یک قوم واقعی با ریشه‌شناسی ایرانی (*ها-مازان- "جنگجویان") که در سکاییه و سرمتیه زندگی می‌کردند وجود داشته باشد، اما بعداً موضوع اغراق‌های وحشیانه و اسطوره‌ها شد. نویسندگان باستان می‌گفتند که آن‌ها تداوم خود را از طریق تولید مثل با گارگارن‌ها (یک قبیله تمام مردانه) تضمین می‌کردند.
- گارگارن‌ها، یک قوم یا قبیله نیمه‌افسانه‌ای که فقط از مردان تشکیل شده بود (یک قبیله تمام مردانه)، با این حال، ممکن است پیشینه تاریخی برای یک قوم واقعی وجود داشته باشد، اما بعداً موضوع اغراق‌های وحشیانه و اسطوره‌ها شد. نویسندگان باستان می‌گفتند که آن‌ها تداوم خود را از طریق تولید مثل با آمازون‌ها (یک قبیله تمام زنانه) تضمین می‌کردند.

### آریماسپ‌ها
- آریماسپ‌ها / آریماسپ / آریمفایی / ریپایی، آن‌ها در شمال سکاها در دامنه‌های جنوب شرقی کوهستان ریپه‌ای (کوهستان اورال؟) زندگی می‌کردند، اگرچه یک قوم یا قبیله نیمه‌افسانه‌ای در آنجا ممکن است پیشینه تاریخی برای یک قوم واقعی با ریشه‌شناسی ایرانی (آریاما: عشق، و آسپا: اسب‌ها) که در آن منطقه زندگی می‌کردند وجود داشته باشد، اما بعداً به پایه‌ای برای یک اسطوره تبدیل شدند، به ویژه برای موجودات یک چشم که با گریفین‌ها می‌جنگیدند.